# Maxell

Logo von Maxell

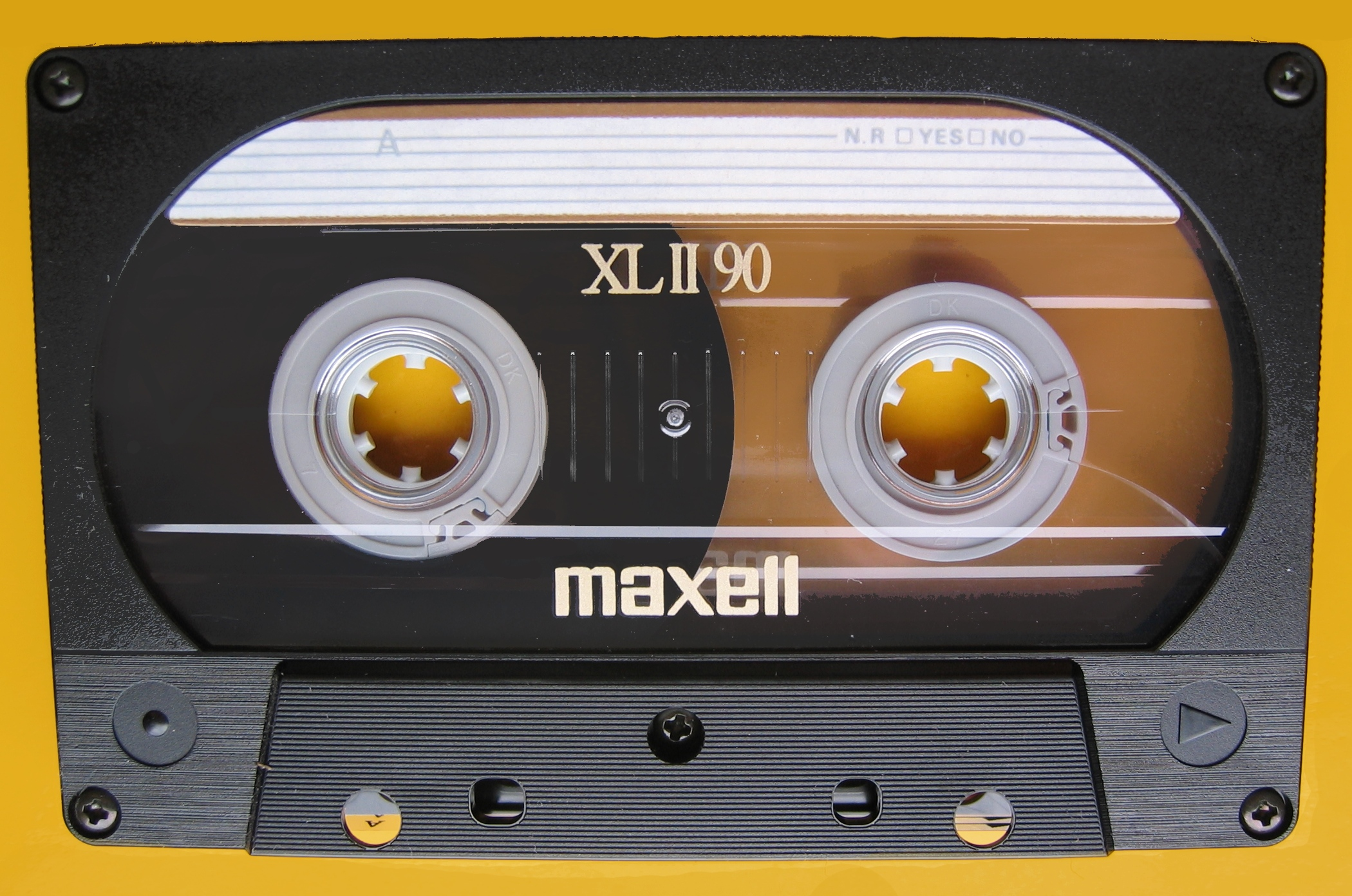
Maxell XL II Compactcassette

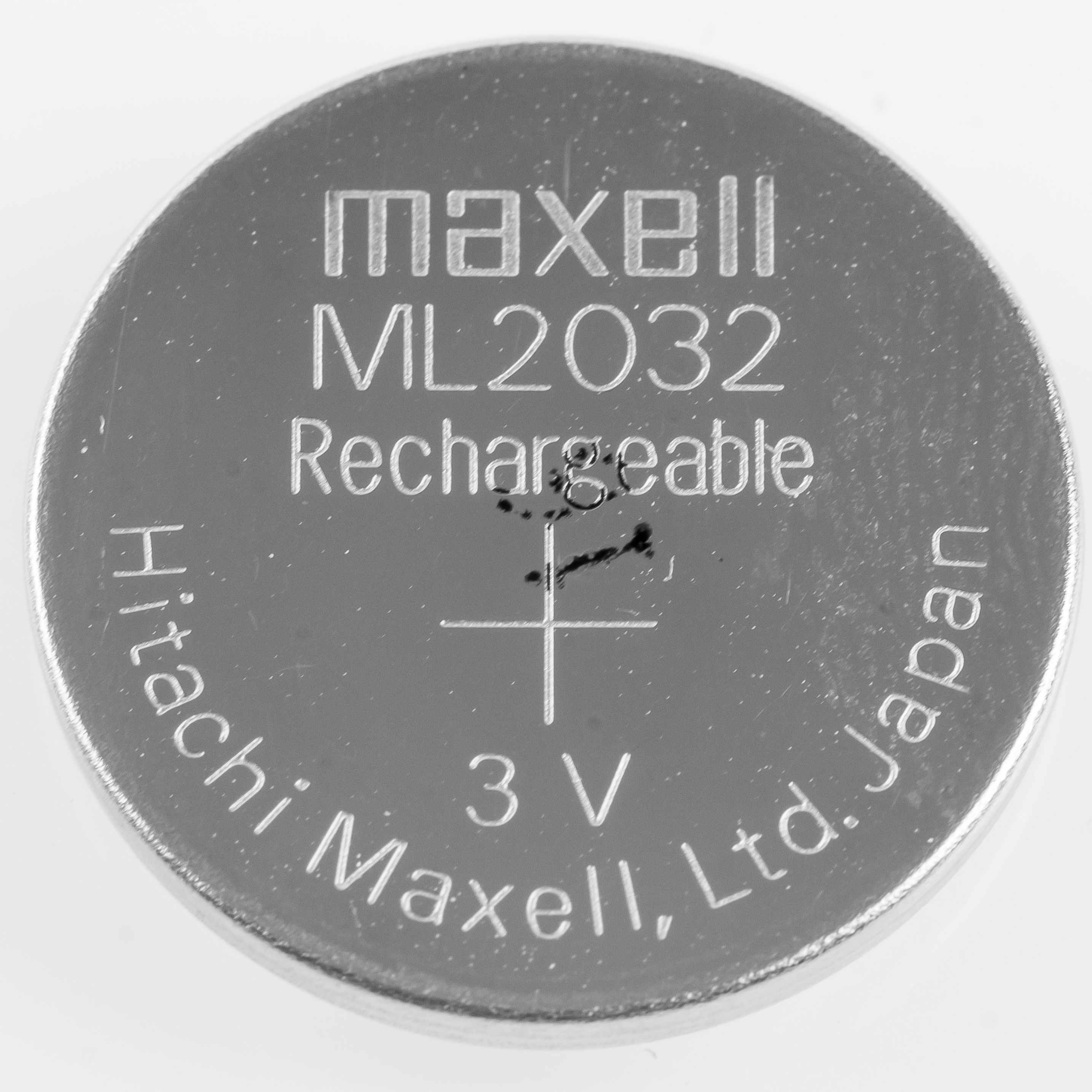
Knopfzelle CR2032

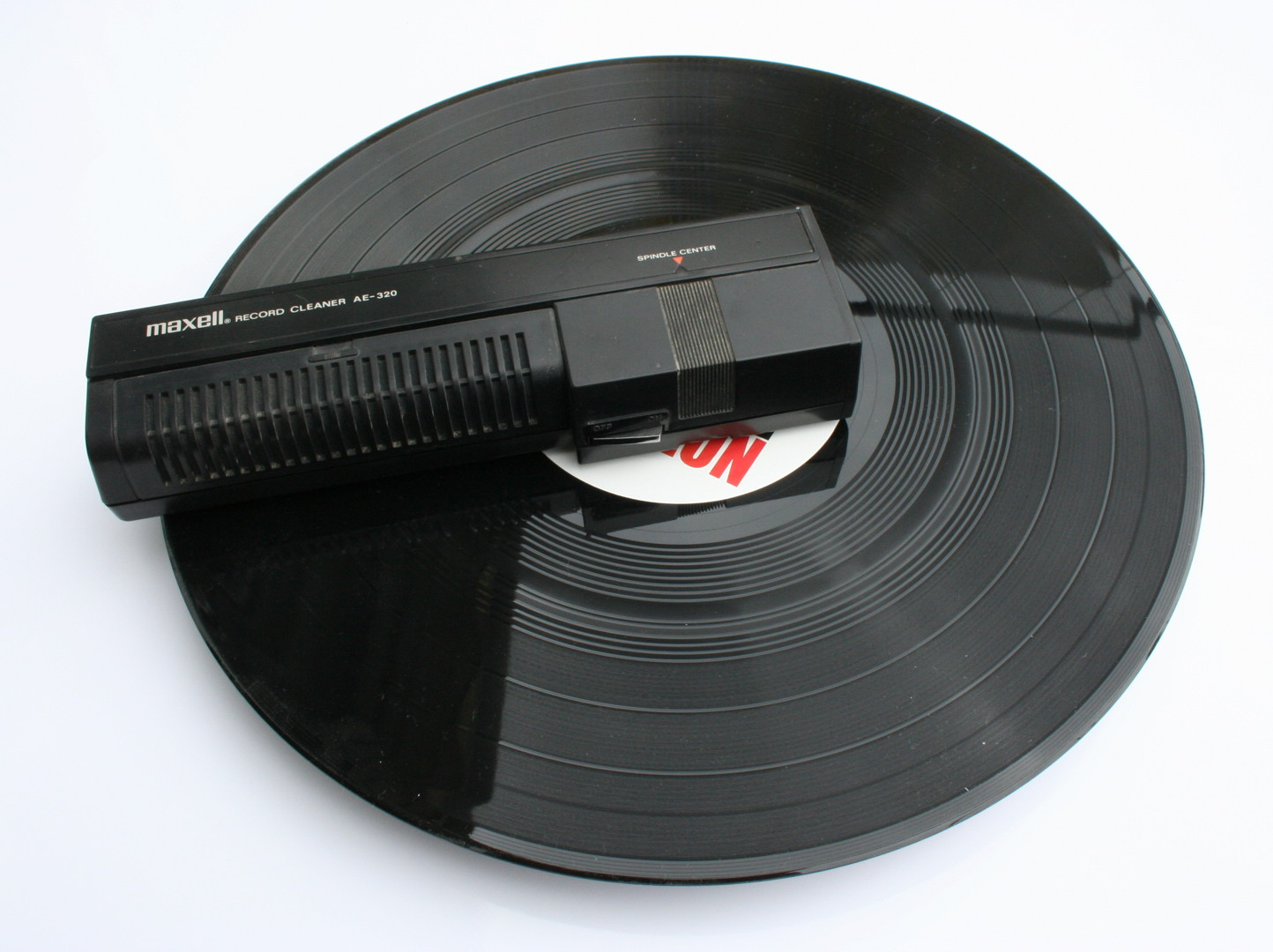
Schallplattenreiniger von Maxell im Einsatz

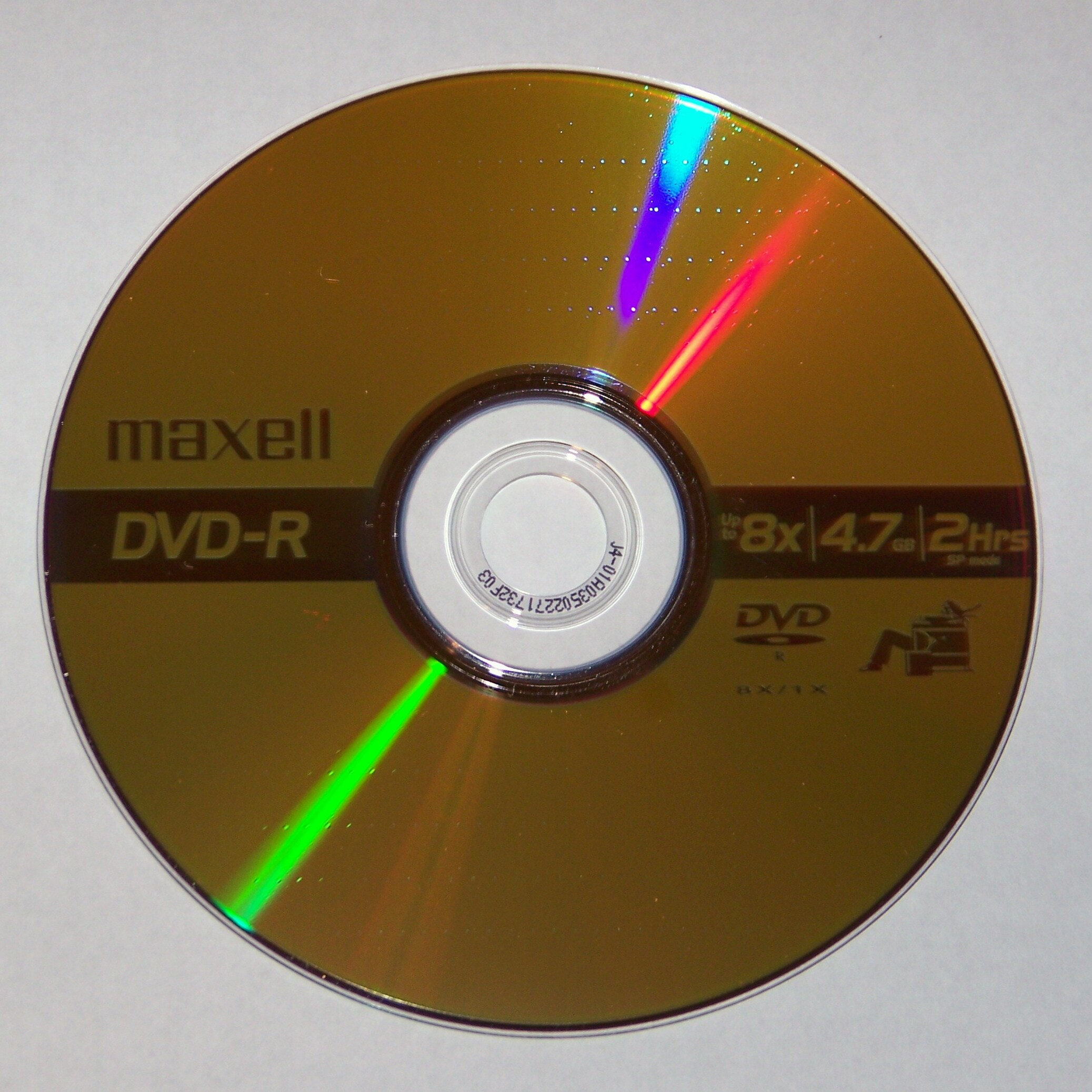
Maxell DVD-R

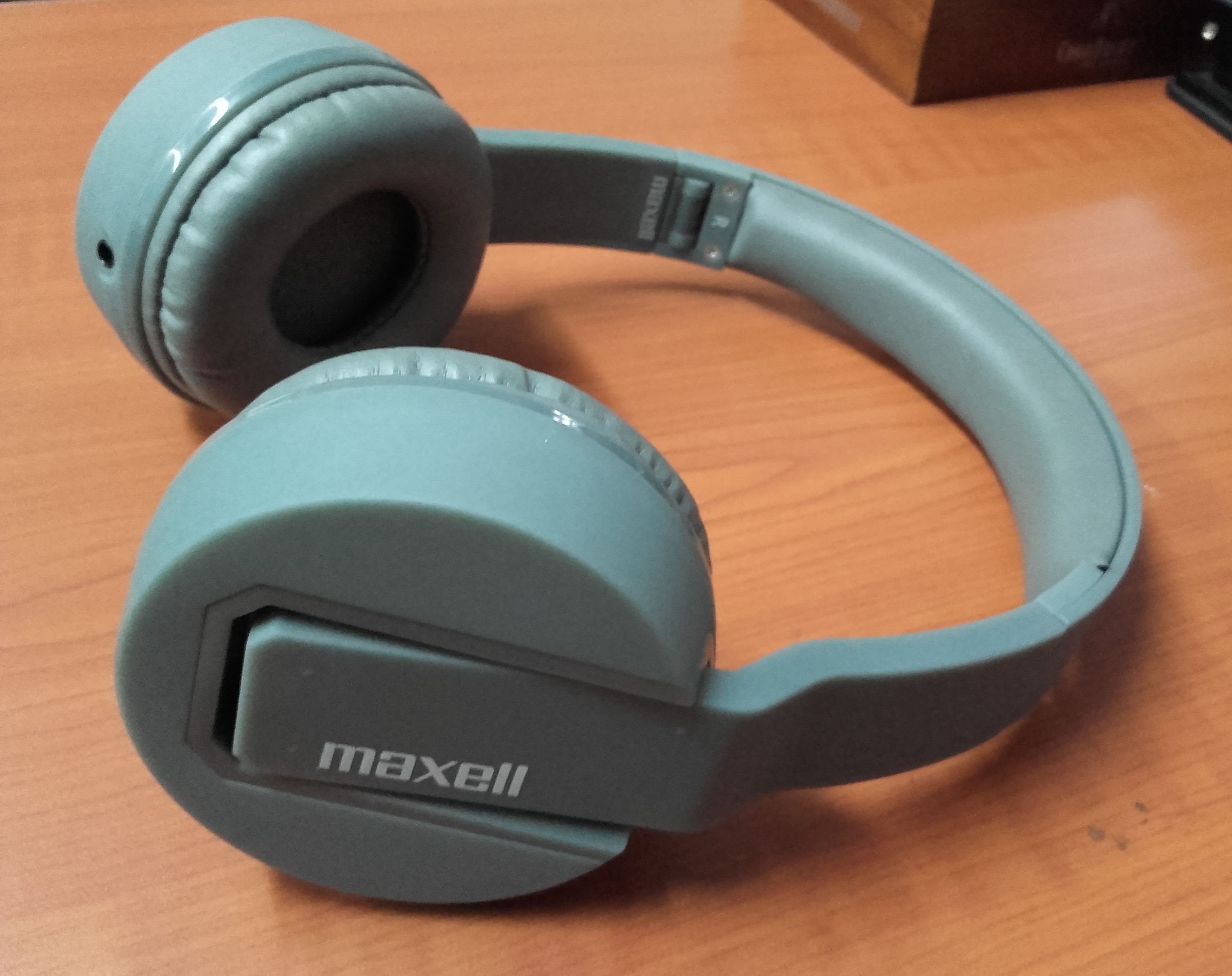
Kopfhörer von Maxell

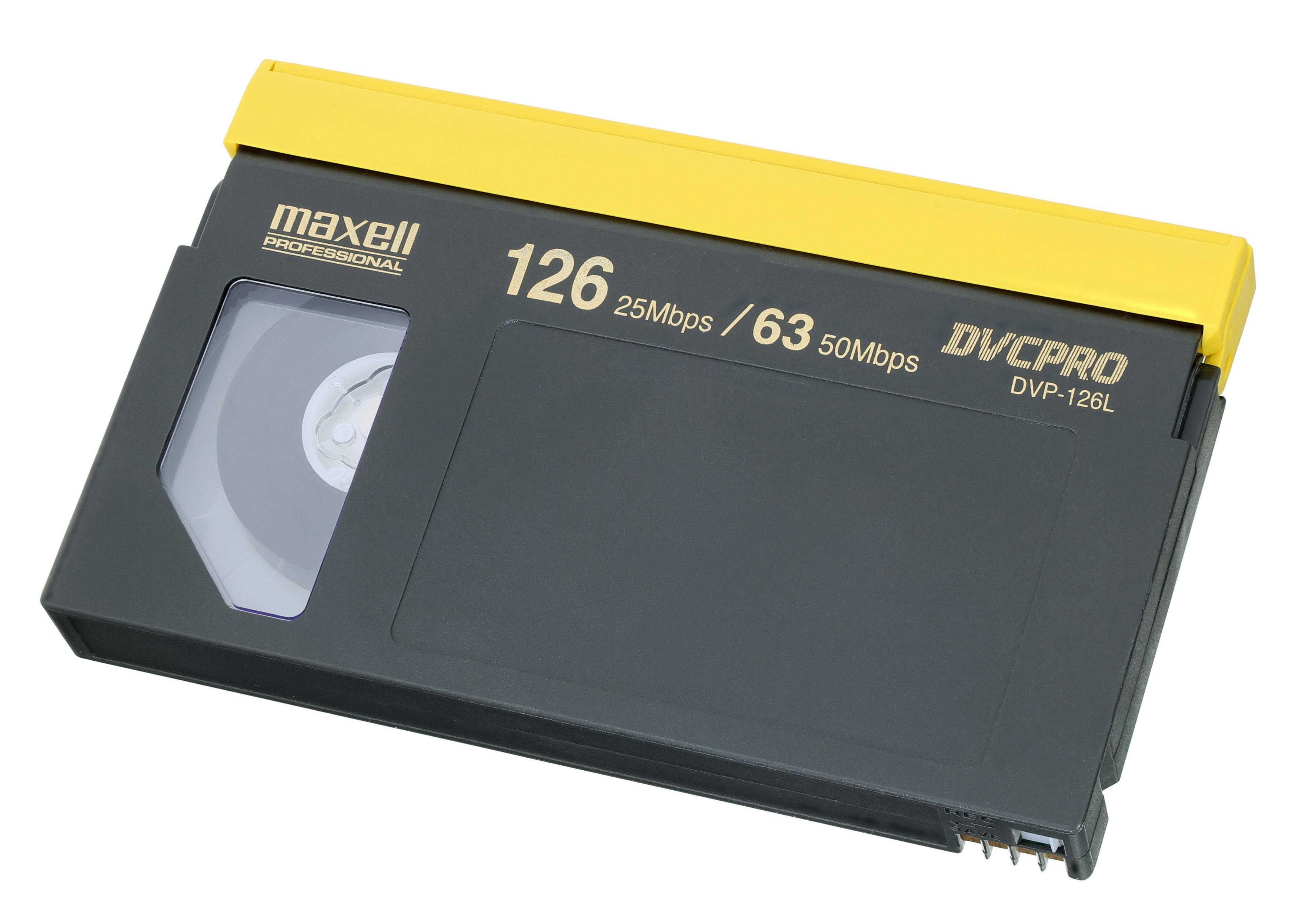
DVCPro-Band von Maxell, 126 Minuten Lauflänge

Maxell Holdings, Ltd. (jap. マクセルホールディングス株式会社, Makuseru Hōrudingusu Kabushiki kaisha), kurz Maxell, ist eine Firma für Vertrieb und Herstellung von Speichermedien und Batterien mit Hauptsitz in Chiyoda, Tokio, und Ōyamazaki, Präfektur Kyōto, Japan. Sie wurde 1960 gegründet und gehört seit 1964 zum Unternehmen  Hitachi.
Das Unternehmen bezeichnet sich selbst als „Global Player“ und ist weltweit mit Tochterfirmen aktiv.
Der Name der Firma leitet sich von dem englischen Begriff "maximum capacity dry cell" ab, zu deutsch „Trockenbatterie mit maximaler Kapazität“.
Maxell hat mit ihren Tonbändern der Sorte XL, XLI, XLII sowie XLII-S unter Liebhabern von Tonbandgeräten eine große Fangemeinde. Diese Bänder setzten in Bezug auf Rauscharmut und Höhenaussteuerbarkeit eine Art Goldstandard. Sehr viele Geräte werden auf XLI-Bänder eingemessen, XLII-Tonbänder können nur von Tonbandgeräten mit Schalterstellung für EE-/Chrom-Band korrekt genutzt werden.
Die deutsche Tochterfirma ist die Maxell Deutschland GmbH. Sie betreibt auch den Vertrieb in der Schweiz und in Österreich. In Deutschland wird nicht produziert, sondern nur vertrieben. Vertriebspartner sind unter anderem große Versandhändler wie Conrad Electronic und Otto-Versand.
Der amerikanische Ableger ist die Maxell Corporation of America (MCA). In den USA befinden sich neben Vertriebsstellen auch Produktionsstätten des Unternehmens.

## Größe an Umsatz und Mitarbeitern
Der Unternehmensumsatz der Hitachi Maxell Ltd. schwankte in den Jahren 2000 bis 2004 um den Wert von 215 Milliarden Yen, was etwa 1,44 Milliarden Euro entspricht.
2020 hatte Maxell über 5.100 Mitarbeiter.

## Produktlinien
Hergestellt werden Batterien (Knopf- und Rundzellen) und Speichermedien wie Kassetten, Disketten, Videobänder, CD- und DVD-Rohlinge, aber auch iPod-Zubehör wie Fernbedienungen, Mikrofone, Kopfhörer und Batterieadapter. Des Weiteren werden auch Soundbars vertrieben.
Seit 2019 bietet Maxell auch Beamer an, nachdem Maxell 2013 eine Projektorenfabrik von Hitachi übernommen und Projektoren für Hitachi gefertigt hatte.

## Optische Speichermedien
Die von Maxell vertriebenen CD-Rohlinge stammen hauptsächlich von Ritek, seit November 2006 exklusiv, vorher auch von Taiyo Yuden. Die DVD-Rohlinge kommen aus eigener Produktion aus den Werken in Japan oder werden von namhaften Herstellern wie Taiyo Yuden, Ritek, Ricoh und Mitsubishi Chemical für Maxell hergestellt.
Maxell stellt auch Rohlinge für andere Marken wie Mori und Mediabox (Japan) her.